# 대형선망어업
대형선망어업은 긴 사각형의 그물로 어군을 둘러쳐 포위한 다음 발줄 전체에 있는 조임줄을 조여 어군이 그물 아래로 도피하지 못하도록 하고 포위 범위를 점차 좁혀 대상 생물을 어획하는 어업이다. 조업 방법 또는 대상 생물에 따라 그물의 모양이 약간 차이는 있으나 대부분 날개그물, 몸그물, 고기받이로 구성된 긴 네모꼴의 형태이며, 상부에는 뜸을, 하부에는 발돌을 달아 수직으로 전개되도록 하고, 발줄에 조임 고리와 조임줄을 장치하여 어군을 포획한 다음 조임줄을 조여 어군이 그물 아래로 도피하지 못하도록 한다.